# IC2's (DSB) tidslinje
Dette er en kronologisk oversigt over begivenheder og milepæle i DSB-togsættet IC2's historie frem til udfasningen i 2016.

## 2002–2011
- November 2002 – DSB bestiller 23 IC2-togsæt til levering i 2004–2005 som et tillæg til kontrakten om IC4-togene.
- Juni 2010 – Det første IC2-togsæt forlader produktionshallen i Italien.
- 19. juli 2011 – Det første togsæt kommer til Danmark med henblik på bl.a. ATC-test.
- Oktober 2011 – Atkins anbefaler, at IC2-projektet stoppes, da det risikerer at have en ugunstig indflydelse på IC4-projektet.
- November 2011 – Det første togsæt overdrages til DSB.

## 2012
- 29. maj – DSB påbegynder driftssimulering med det første togsæt.
- 12. november – Kommerciel drift påbegyndes.
- December – IC2 kører sammenkoblet i kommerciel drift for første gang.
- 31. december – IC2 gennemfører 124 afgange i december svarende til gennemsnitligt 4 afgange om dagen. 54 % af de planlagte afgange gennemføres.[1]

## 2013
- 28. februar – For at få flest muligt tog klar til drift vil ombygninger og opgraderinger fra og med uge 9 udelukkende ske på værkstedet i Randers, så værkstedet på Sonnesgade i Aarhus bliver et rent driftsværksted. Til dato er der leveret 11 IC2-togsæt. 5 af disse har fået indbygget opgraderingspakke A og er driftsklare. 2 togsæt driftssimuleres.[2]
- 23. august – DSB oplyser, at AnsaldoBreda forventer at levere det 23. og sidste togsæt inden deadline ultimo oktober.[3][4]
- 24. oktober – Det 23. og sidste IC2-togsæt overdrages til DSB.[5]
- 15. december – Køreplanen for 2014 træder i kraft, og der planlægges med fire togsæt i den daglige drift fordelt på to togsæt Vejle–Fredericia–Kolding og to togsæt Odense–Fredericia.[6]
- 31. december – Alle 23 togsæt er opgraderet med vinterpakken.[7]

## 2014–2017
- November 2014 – Alle 23 togsæt er godkendt til at køre med passagerer. Heraf driftssimuleres 11 togsæt, 2 benyttes til TCMS (opgradering af togcomputeren), 1 til kilometerbaseret eftersyn og 2 togsæt til ombygning eller reparation. 7 togsæt er til rådighed for driften, der behøver 5 togsæt inkl. driftsreserve for at gennemføre den planlagte køreplan.[8]
- Januar 2015 – IC2 tilbagelægger 50.000 km i drift svarende til 1600 km om dagen.[9]
- 9. august 2016 – DSB tager alle IC2-togsæt ud af drift og forventer, at en evt. genindsætning vil være begrænset.[10]
- 23. august 2016 – DSB oplyser, at alle 23 IC2-togsæt udfases og nedskrives straks.[11]

- Maj 2017: Et togsæt sendes til Danmarks Jernbanemuseum som museumsgenstand.[12]